# Ernest J. Dawley
Pour les articles homonymes, voir Dawley.
Ernest Joseph « Mike » Dawley (17 février 1886 - 10 décembre 1973) est un major général de l'armée américaine, connu pendant la Seconde Guerre mondiale pour avoir commandé le VIe corps pendant l'opération Avalanche, le débarquement allié à Salerne, en 1943. Après le débarquement, il est relevé de son commandement par le lieutenant-général Mark W. Clark, commandant de la Ve armée, et retourne aux États-Unis.